# Darijan
Darijan je moško osebno ime.

## Izvor imena
Ime Darijan je različica moškega osebnega imena Darij.

## Pogostost imena
Po podatkih Statističnega urada Republike Slovenije je bilo na dan 31. decembra 2007 v Sloveniji število moških oseb z imenom Darijan: 119.

## Osebni praznik
Osebe z imenom Darjan lahko godujejo takrat kot Darij.